# Les Oubliés de La Belle Étoile
Les Oubliés de La Belle Étoile (internationaler englischsprachiger Titel The Lost Boys of La Belle Etoile oder The Lost Boys of Mercury) ist ein Dokumentarfilm von Clémence Davigo. Darin kommen drei ältere Männer zusammen, die sich aus ihrer Zeit beziehungsweise durch den gemeinsamen Besuch in einer Besserungsanstalt der katholischen Kirche namens La Belle Étoile in der französischen Gemeinde Mercury in Savoyen kennen und von ihren dortigen Erfahrungen berichten. Die Premiere erfolgte im April 2023 beim Dokumentarfilmfestival Visions du Réel.

## Inhalt

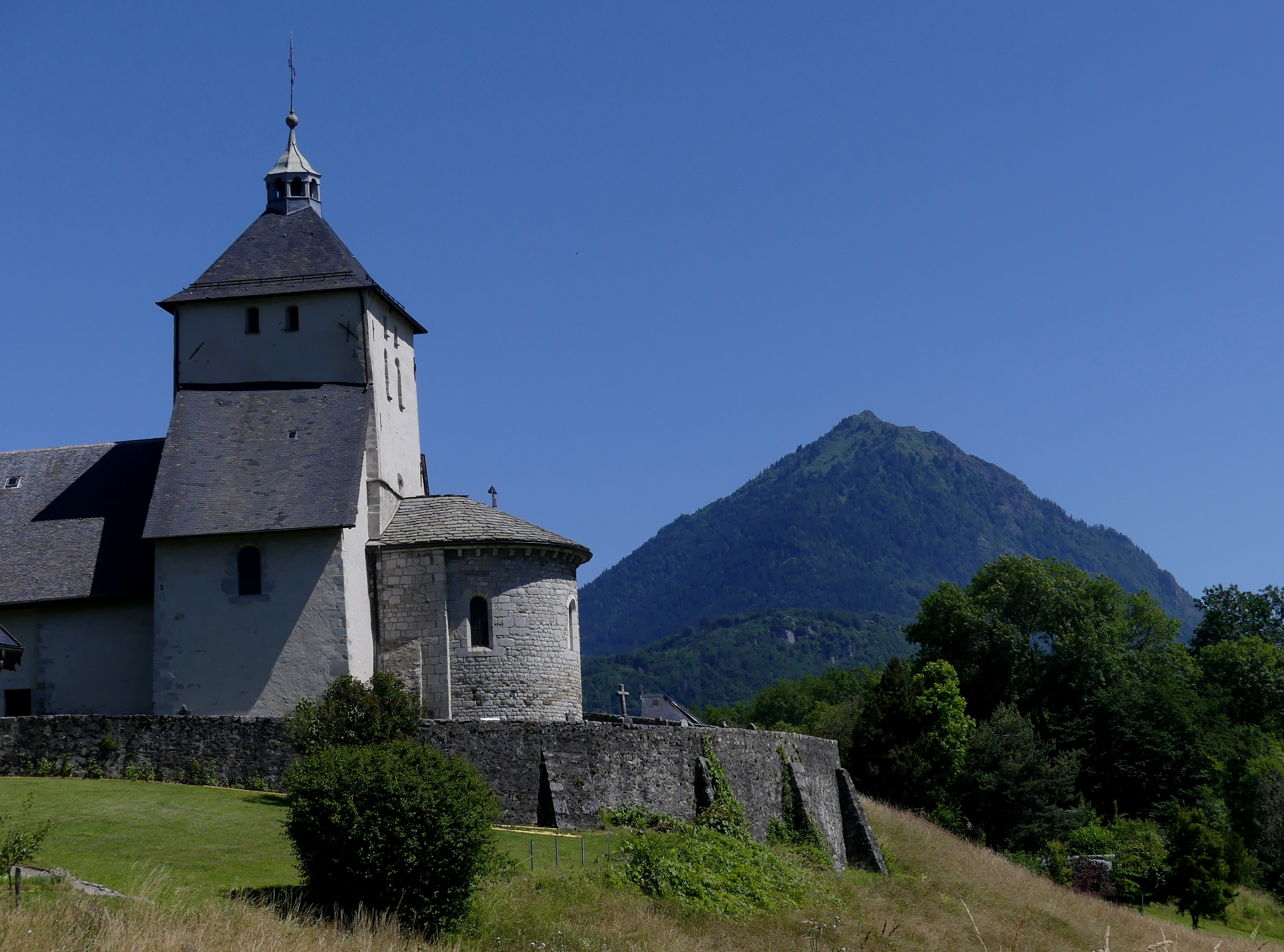
In der französischen Gemeinde Mercury im Département Savoie, unterhalb der Berges La Belle Étoile, waren Dédé, Michel und Daniel in einer katholischen Besserungsanstalt untergebracht

Die drei Freunde Dédé, Michel und Daniel finden sich für zwei Wochen in einem Landhaus in der französischen Gemeinde Mercury im Département Savoie zusammen. Dort kochen sie – es gibt selbst gemachtes Brot, Tartlets, Käse und vieles mehr – gehen spazieren und baden. Sie kennen sich aus der katholischen Erziehungsanstalt La Belle Étoile, wo sie in den 1960er und 1970er Jahren als Kinder und Jugendliche untergebracht wurden. Die Besserungsanstalt wurde von Abbé Garin gegründet und geleitet, und die drei Männer, mittlerweile alle im Rentenalter, erzählen von ihren Missbrauchserfahrungen, wie sie geschlagen, gedemütigt und sexueller Gewalt ausgesetzt wurden und wie man sie dort hungern ließ.

## Produktion
Bei Les Oubliés de La Belle Étoile handelt es sich um den zweiten Dokumentarfilm der französischen Regisseurin Clémence Davigo. Sie hatte Dédé im Jahr 2014 im Rahmen der Recherchen und Dreharbeiten für ihren ersten Dokumentarfilm Enfermés mais vivants über ein ehemaliges Gefängnis in Lyon kennengelernt, der dort eine Zeitlang einsaß. Er erzählte ihr die Geschichte über seine Kindheit und über La Belle Étoile, wo er im Alter von neun Jahren untergebracht wurde. Durch Dédé lernte sie bei einem Ehemaligentreffen der Kinder der La Belle Étoile Michel und Daniel kennen. Das Drehbuch schrieb Davigo gemeinsam mit Anne Paschetta, die zuletzt für den Stop-Motion-Animationsfilm Interdit aux chiens et aux Italiens von Alain Ughetto tätig war.
Als die Aufnahmen entstanden war Dédé 78 Jahre alt, Michel 69 und Daniel etwas jünger. Sein konkretes Alter wird im Film jedoch nicht genannt.
Die Dreharbeiten fanden im Sommer 2021 in Mercury statt, in einem Haus, das ein  Bewohner des Dorfes Davigo und ihrem Team zur Verfügung gestellt hatte. Das Gebäude, in dem sich die Erziehungsanstalt befand, bekommt der Zuschauer nie zu Gesicht. Der Regisseurin war es wichtig, die drei Männer an einem hellen Ort zum Leben zusammenzubringen, wo sie von ihrer dunklen Vergangenheit Abstand nehmen konnten. Als Kameramann fungierte François Chambe.
Die Filmmusik komponierte Benjamin Glibert.
Die Premiere erfolgte am 23. April 2023 beim Schweizer Dokumentarfilmfestival Visions du Réel. Die internationalen Rechte liegen bei Andana Films.

## Auszeichnungen
Visions du Réel 2023
- Nominierung für den Grand Prix im Internationalen Wettbewerb (Clémence Davigo)[5]